# RENEGADE

A WTC elleni – polgári repülőgépekkel – elkövetett támadás. A támadásokban 3000 ember halt meg. (2001. szeptember 11. New York, USA)

A RENEGADE műveleti rendszer kiépítése a NATO válasza volt a 2001. szeptember 11-ei terrortámadásra, a rendszer meghatározza azokat a feladatokat, amellyel a hasonló esetek elkerülhetők vagy hatásaik csökkenthetők.

## Meghatározás
A terrorista céllal eltérített, fegyverként használni szándékozott légi járművekkel szembeni ellentevékenység biztosítása.

## Előzmények
2001. szeptember 11-én az Al-Kaida terrorszervezet eltérített 4 polgári utasszállító repülőgépet, majd 2 repülőgépet a World Trade Center (WTC) ikertornyainak, 1 repülőgépet pedig a Pentagon épületének vezettek. Az utolsó gép az eredeti célpontjától távol, lakott területen kívül zuhant le, mert a fedélzeten lévő utasok megtámadták a terroristákat.
A történelem során, békeidőben, terrorista szándékkal korábban még soha nem történt, hogy repülőgépet szándékosan épületnek vezessenek. Ennek megfelelően egyetlen ország sem rendelkezett az ilyen jellegű fenyegetések kezelésére vonatkozó tervekkel.

## Döntés
A NATO 2001 októberében ajánlást dolgozott ki a tagállamok légvédelmének megerősítésére. A tagállamok ötleteinek, javaslatainak felhasználásával megalkotta a RENEGADE műveleti rendszer koncepcióját, amelyet a NATO Közgyűlés 2002. június 20-án elfogadott.

## A műveleti rendszer lényege
- A szövetséges légvédelem megerősítése
- Védelmi tevékenység, információk áramlásának és az adatfeldolgozás biztosítása
- A terrorcselekmény megakadályozása (pl. földre kényszerítéssel; legvégső esetben a légijármű lelövésével)
- A NATO Integrált Légvédelmi Rendszerén belül hajtják végre a katonai akciókat
- Nemzeti hatáskörbe utalva a döntéshozatalt – Nemzeti Döntéshozó Személy

### A rendszer kritériumai
A rendszer akkor lép működésbe: ha a légijármű a levegőben van; terrorista céllal térítették el; fegyverként kívánják használni. A rendszer addig működik, amíg: az okafogyottá nem válik; a szándék megszűnt, illetve azt fizikailag el nem hárították.
A fenti kritériumok teljesülése esetén a NATO Integrált Légvédelmi Rendszere (NATINADS) a légijárművet RENEGADE-dé minősíti. Ekkor az egységes rendszerben működő egységek visszakerülnek nemzeti fennhatóság alá és saját védelmi terveik és nemzeti döntéseik alapján járnak el.

### RENEGADE kategóriák
A RENEGADE-vé minősítés során a légijárművet az alábbi kategóriák valamelyikébe sorolják attól függően, hogy milyen információ áll a rendelkezésre a gép eltérítők szándékairól:
1. Feltételezhető – Suspected
2. Valószínűsíthető – Probable
3. Egyértelmű/megerősített – Confirmed

## Nemzetközi koordináció
A koncepció értelmében a RENEGADE típusú légijárművek elleni tevékenység a NATINADS keretében valósul meg. Ennek során a NATO-tagállamok a kapcsolatos katonai és polgári légiközlekedési, légvédelmi, titkosszolgálati és egyéb információkat egymás rendelkezésére bocsátják.

### ERRIDS
Az ERRIDS rendszer (European Regional RENEGADE Information Dissemination System – Európai Regionális RENEGADE Információs Rendszer) várhatóan 2010-ben áll majd rendszerbe. Lényege, hogy az érintett katonai és civil szervezetek, központok és döntéshozók számára összegyűjtse a szükséges információkat.
A rendszer elemei:
- Katonai szervezetek (Légvédelmi központok, NATO Integrált Légvédelmi Rendszer, NATO C3A RAP)
- Katonai és polgári légiirányítás
- Légitársaságok
- Repülőterek
- EUROCONTROLL
- EUROPOL
- Nemzeti kormányzati szervek
- Egyesült Államok Belbiztonsági Minisztérium

## Magyar vonatkozások
2003-ban a kormány előterjesztést készített a RENEGADE rendszer bevezetésével kapcsolatos teendők  végrehajtásával kapcsolatban. Határidőnek 2004. december 31.-ét jelölik meg.
2004. június 30-ára kiegészítik a RENEGADE rendszerrel a Fegyveres Védelmi Tervet,  december 15-ére a rendszer technikailag működőképes.

### Nemzeti Döntéshozó Személy
Alapesetben a mindenkori honvédelmi miniszter, vagy az általa kijelölt személy tölti be ezt a funkciót. A gyakorlatban az esetleges tűzparancs kiadására az MH légierő ügyeletes tábornoka jogosult. A tábornoknak azonnali jelentési kötelezettsége van a miniszter felé.

## Jog
A RENEGADE műveleti rendszer működtetésének jogszabályi háttere Magyarországon.
- Magyar Köztársaság Alkotmánya 19/E.§ (1) bekezdése

| „                               | 19/E. § (1) Külső fegyveres csoportoknak Magyarország területére történő váratlan betörése esetén a támadás elhárítására, illetőleg az ország területének a honi és szövetséges légvédelmi és repülő készültségi erőkkel való oltalmazására, az alkotmányos rend, az élet- és vagyonbiztonság, a közrend és a közbiztonság védelme érdekében a kormány a köztársasági elnök által jóváhagyott védelmi terv szerint - a támadással arányos és erre felkészített erőkkel - a szükségállapot vagy a rendkívüli állapot kihirdetésére vonatkozó döntésig azonnal intézkedni köteles. | ” |
| – Magyar Köztársaság Alkotmánya | |   |

- Magyar Honvédségről szóló 2004. évi CV törvény 131-132. §-a

| „                       | 131. § (1) A Magyar Köztársaság légterének oltalmazásában részt vevő szövetségi és nemzeti légvédelmi készenléti erők feladatköre a légteret megsértő (jogosulatlanul igénybe vevő), az azonosítatlan, ismeretlen szándékkal repülést végző vagy ott ellenséges tevékenységet folytató, illetőleg repülési szabályt sértő, továbbá a bajbajutott légi járművekre terjed ki. (2) A szövetség által meghatározott NATO felelősségi körzet légterének oltalmazásában részt vevő, NATO műveleti alárendeltségű légvédelmi készenléti erők a stratégiai parancsnok alárendeltségében, a NATO regionális illetékes parancsnokának irányítása alatt teljesítik szolgálatukat. 132. § (1) A Magyar Köztársaság légterének oltalmazásában részt vevő nemzeti és szövetséges légvédelmi készenléti erők fegyvereivel figyelmeztető vagy megsemmisítő tűz nyitható az ország légterében tartózkodó légi járműre, ha az a) fedélzeti fegyverzetét alkalmazza, vagy b) más módon (más fegyverrel vagy eszközzel) az élet- és vagyonbiztonságot veszélyeztető súlyos, erőszakos cselekményt követ el, illetve katasztrófát idéz elő, vagy c) egyértelműen arra lehet következtetni, hogy az a) vagy a b) pont szerinti cselekmény elkövetésére törekszik, és a légvédelmi készenléti erők felszólításának szándékosan nem tesz eleget. (2) Az (1) bekezdés c) pontja szerinti esetben a felszólítás, illetve a figyelmeztető tűz mellőzhető, ha az eset összes körülményei folytán arra már nincs idő, és a késedelem az élet- és vagyonbiztonság sérelmével járna. (3) A NATO műveleti alárendeltségében levő magyar vagy a szövetség más tagállama légvédelmi készenléti erői figyelmeztető vagy megsemmisítő tüze kiváltására vonatkozó parancs (a fegyver alkalmazása előtt) csak a Magyar Honvédség Légierő Parancsnokság (a továbbiakban: MH LEP) ügyeletes tábornokának megerősítésével adható ki. (4) A nemzeti alárendeltségű légvédelmi készenléti szolgálatot ellátó erők figyelmeztető vagy megsemmisítő tüze kiváltására vonatkozó parancsot az MH LEP ügyeletes tábornoka adhat. (5) Az elfogást végrehajtó repülőgép vezetője az ellene irányuló közvetlen támadás elhárítása érdekében - azonnali jelentési kötelezettség mellett - saját elhatározása alapján tüzet nyithat. (6) Az (1)-(5) bekezdés szerinti eseményekről haladéktalanul jelentést kell tenni a honvédelmi miniszternek, aki tájékoztatja a miniszterelnököt. Az eseményről és a megtett intézkedésekről a kormány az Országgyűlést és a köztársasági elnököt haladéktalanul tájékoztatja. | ” |
| – 2004. évi CV. törvény | |   |